# Antonio Zoli
Antonio Zoli (Forlì, 15 febbraio 1915 – Pievequinta, 26 luglio 1944) è stato un partigiano italiano, noto col nome di battaglia di Mitro.

## Biografia
Falegname comunista (soprannominato Fis-cin), già a partire dal 1942 Zoli si era speso per la riorganizzazione del Partito comunista clandestino, soprattutto nella vallata del Bidente, con attività di propaganda antifascista.
Dopo l'8 settembre 1943, il PCI di Forlì lo mandò come quadro a organizzare la lotta in montagna e fu tra i fondatori della Brigata Garibaldi Romagnola comandata da Libero Riccardi, che, a fine dicembre, volle nominarlo commissario politico, col nome di battaglia di Mitro, al posto di Guglielmo Marconi (Paolo) nominato in precedenza commissario di Brigata da Antonio Carini (Orso/i), ed inviato da Libero in missione lontano dal Comando. Mitro oltre ad essere influenzato da Libero, non conosce la catena di comando, né quali debbano essere le sue funzioni in qualità di commissario e invece di discutere o contrastare le decisioni del comandante, si limita a controfirmarle. Da qui, secondo Tabarri, una serie di errori, che si sarebbero potuti evitare se, come era stato previsto da Orso/i, Libero fosse stato tenuto a bada da quadri politici capaci. L’errore più grave fu la pubblicazione di un contro-bando, in risposta al bando di chiamata militare della Repubblica Sociale, dove si minacciavano, anche se in forma ambigua, pene severissime per i renitenti che non si fossero arruolati fra le fila partigiane e per le loro famiglie. Il bando (firmato da Libero e da Mitro) fu reso noto grazie a manifesti affissi in varie località montane.
Nel marzo del 1944  Mitro fu inviato da Libero come scorta, assieme a Mario Barzanti e Dario Bondi, dei brigadier general inglesi Combe e Todhunter, che avevano passato l'inverno precedente presso il comando della Brigata Romagna, a Cassino, oltre le linee tedesche, allo scopo di creare una presa di contatto con i comandi alleati per chiedere sussidi bellici. I due ufficiali inglesi rientrarono nelle linee alleate via mare, mentre gli italiani tentarono di attraversare le linee via terra ma la missione fallì; secondo quanto riportato dai due inglesi il comandante Libero desiderava essere rappresentato presso il Quartier generale alleato e contemporaneamente avere contatti con la missione russa presente in Italia; Zoli fece ritorno nella zona della Brigata Romagnola solo dopo i rastrellamenti dell'aprile del 1944 che sbandarono la formazione.
Su segnalazione di una spia, nel luglio del 1944, Zoli fu arrestato dai nazifascisti mentre, in missione vicino a casa, vi si stava recando per visitare i figli e inutilmente sottoposto a tortura.
Fu infine fucilato a Pievequinta con altri nove antifascisti e un prete.
Nel dopoguerra gli fu concessa la medaglia d'argento al valor militare alla memoria. 